# Rolf Winner Succès

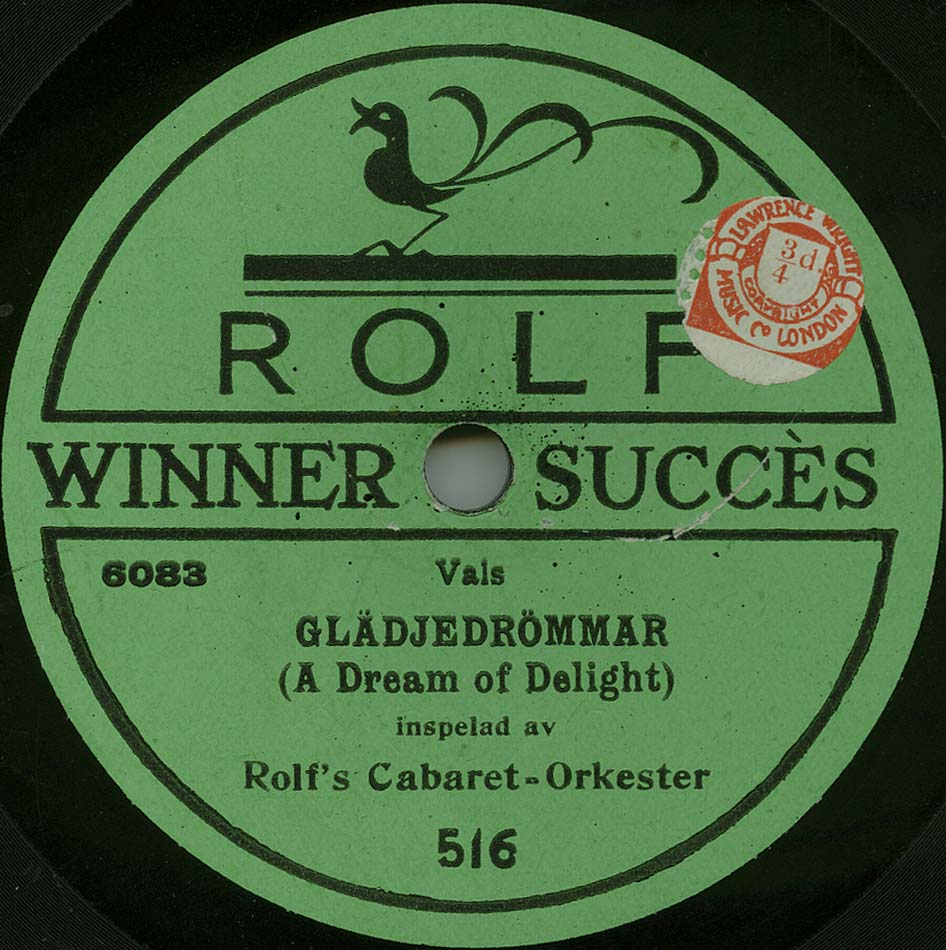
Etikett till utgåva på Rolf Winner Succès.

Rolf Winner Succès var ett svenskt skivbolag som ägdes av revyartisten Ernst Rolf och var aktivt år 1918-1919. Skivorna producerades i samarbete med brittiska J. E. Hough Ltd och dess skivbolag Edison Bell. Från detta bolags märke Winner kom den andra tredjedelen av skivbolagets namn.
Samtliga inspelningar gjordes i London med början hösten 1918. Totalt utgavs cirka 140 skivor varav 30 med inspelningar av Ernst Rolf själv. Återstoden av repertoaren bestod av instrumentala inspelningar, till viss del av svenska artister som Calle Jularbo men i stor utsträckning återutgivningar av engelska orkesterinspelningar från Edison Bells ordinarie katalog (kamouflerade under namnet Rolf's Cabaret Orkester). Vissa av inspelningarna gjordes med särskild inriktning på den norska marknaden där Rolf också var mycket populär.
De sista inspelningarna ägde rum i maj 1919 och utgavs i början av 1920. Vid denna tidpunkt hade Rolf redan påbörjat ett nytt eget bolag, Rolf Succés, producerat i samarbete med tyska Beka.
Till kända Rolf-melodier som gavs ut på det kortlivade bolaget hör Mitt svärmeri, Lägg dina sorger i en gammal säck, Ursäkta mitt namn är Boman och Barndomshemmet.
Rolf Winner Succès-skivor skall spelas på 80 varv per minut. Etiketten pryds av den stiliserade fågel tecknaren Einar Nerman ritade åt Rolf som ett slags varumärke för dennes kabaréer på Fenixpalatset i Stockholm.